# Dorothy Janis
Pour les articles homonymes, voir Janis.
Dorothy Janis, née Dorothy Penelope Jones, le 19 février 1912 à Dallas aux États-Unis, morte le 10 mars 2010 à Paradise Valley aux États-Unis, est une actrice américaine du cinéma muet. Elle est repérée, en raison de sa beauté, alors qu'elle visite un cousin dans les studios de la Fox Film Corporation, en 1927. Elle épouse Wayne King (en), le 21 mars 1932, avec qui elle reste mariée, jusqu'à sa mort, le 16 juillet 1985. Elle vit à Paradise Valley (Arizona), à partir de 1959, jusqu'à sa mort. Elle est enterrée au All Saints Episcopal Church Cemetery à Phoenix (Arizona).

## Filmographie
La filmographie de Dorothy Janis, comprend les films suivants  : 
- 1952 : Sing Along with Me
- 1935 : Restless Knights
- 1930 : Lummox d'Herbert Brenon
- 1929 : Chanson païenne (titre original : The Pagan)
- 1929 : The Overland Telegraph (en)
- 1928 : White Shadows in the South Seas
- 1928 : Fleetwing
- 1928 : Amour d'indienne (titre original : Kit Carson)
- 1925 : The Green Archer
- 1925 : Camille of the Barbary Coast

## Source de la traduction
- (en) Cet article est partiellement ou en totalité issu de l’article de Wikipédia en anglais intitulé « Dorothy Janis » (voir la liste des auteurs).